# Simda
Simda est une entreprise française commercialisant des projecteurs de diapositives et, en Europe, des rétroprojecteurs, des épiscopes et des écrans de projection.
Simda répare en France toutes les marques de projecteurs de diapositives professionnels.

## Histoire
La société a été fondée en 1955 par Simone et Daniel Guébin pour fabriquer le Panorascope, un petit appareil stéréoscopique utilisant du film de 16 mm, puis des visionneuses et des projecteurs stéréoscopiques. Depuis 1961, elle s'est spécialisée dans les dispositifs pour diaporamas. Elle a été une des pionnières du fondu enchaîné.
L'entreprise était initialement établie au Perreux (13 bis, rue du Bel-Air). Son nom est un acronyme formé à partir des prénoms des fondateurs.